# Sten Ingelf
Sten Ingelf (* 1943 in Göteborg) ist ein schwedischer Komponist, Arrangeur, Hochschullehrer und Jazztrompeter.

## Leben und Wirken
Ingelf, der in Linköping aufwuchs, wirkte bereits dreizehnjährig als Arrangeur und Trompeter in einer Jazzband mit. Ab dem sechzehnten Lebensjahr besuchte er die Musikschule in Linköping. Ab 1963 studierte er an der Königlichen Musikhochschule Stockholm bei Allan Johansson und Göran Åkestedt. Neben dem Studium spielte er in verschiedenen Jazzbands, Schwedischen Radiosinfonieorchester und dem Stockholmer Opernorchester.
Von 1967 bis 1970 absolvierte er an der Königlichen Musikhochschule eine musiktheoretische Ausbildung und studierte bei Valdemar Söderholm, Henry Lindroth, Lars Edlund, Bo Wallner, Arne Mellnäs und Hans Eklund. Er nahm Kompositionsunterricht bei Ingvar Lidholm und besuchte Gastvorlesungen von Karlheinz Stockhausen, Mauricio Kagel, Per Nørgård, Witold Lutosławski und György Ligeti.
Ab 1970 unterrichtete Ingelf Tonsatz an der Musikhochschule Malmö (seit 2001 als Professor) und verfasste mehrere Lehrbücher für klassische, Jazz- und Rockmusiker, insbesondere zur Harmonielehre. Als Trompeter und Flügelhornist war er Mitglied der Tolvan Big Band; dort komponierte und arrangierte er Stücke für Rundfunk- und Plattenaufnahmen u. a. mit Dave Liebman und Michael Brecker. So arrangierte er z. B. Liebmans The Picture of Dorian Grey/Guided Dream und komponierte für eine Fernsehaufnahme Breckers mit der Tolvan Big Band das Stück Pandoras Box (1989).

## Schriften
- Praktisk Harminilära och Akkordspel, Sting Musik, 1979
- Jazz- och Popharmonik, Reuter & Reuter, 1982
- Jazz- & Rockarrangering, Sting Musik, 1991
- Lär av Mästarna, Sting Musik, 1995